# District régional de North Okanagan
Le district régional de North Okanagan est un district régional dans la province canadienne de Colombie-Britannique. Le siège est dans la municipalité de Coldstream, mais la ville la plus populeuse est celle de Vernon.

## Villes principales
- Armstrong
- Enderby
- Vernon
- Coldstream
- Spallumcheen

## Routes principales
Routes principales traversant North Okanagan :